# QQQ J1519+0627
QQQ J1519+0627 – potrójny kwazar odkryty w 2013, drugi odkryty tego typu obiekt po QQQ 1432−0106. Kwazar położony jest w gwiazdozbiorze Węża i oddalony o około dziewięć miliardów lat świetlnych od Ziemi.

## Nazwa
Potrójna litera „Q” w oznaczeniu określa, że jest to układ potrójny złożony z kwazarów, następujące po literach liczby oznaczają przybliżone położenie układu na niebie.
Oznaczenie „QQQ” jest analogiczne do oznaczenia pierwszego odkrytego potrójnego kwazara QQQ 1432−0106. Początkowo układ ten był znany jako układ podwójny i nosił oznaczenie QQ 1429−008. Po odkryciu trzeciego kwazara oznaczenie zostało zmienione na „QQQ”.

## Charakterystyka
Obiekt został odkryty w Europejskim Obserwatorium Południowym w Chile. Kwazar położony jest w gwiazdozbiorze Węża i oddalony jest od Ziemi o około dziewięć miliardów lat świetlnych (jego przesunięcie ku czerwieni wynosi w przybliżeniu z≈1,51). Kwazary znajdują się nie dalej niż 200 kpc od siebie.
Dwa z kwazarów znajdują się blisko siebie, trzeci jest nieco bardziej oddalony. Oznacza to najprawdopodobniej, że system początkowo tworzyły dwa bliższe kwazary, do których później dołączył trzeci i dopiero wzajemne oddziaływanie trzech obiektów „uruchomiło” działalność kwazarów. W ich pobliżu nie odkryto żadnych superjasnych galaktyk podczerwonych (ultra-luminous infrared galaxies, ULIRG), w których zazwyczaj powstają kwazary, co może oznaczać, że stanowią one część większego systemu, który dopiero powstaje.